# Ian McCall

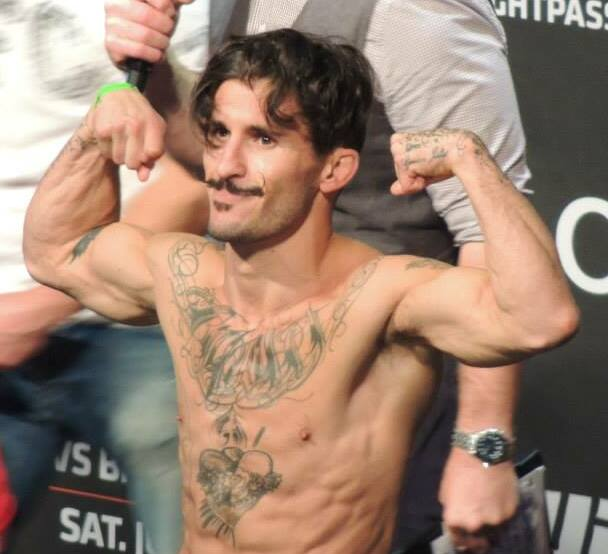
Ian McCall

Ian Gregory McCall (Dana Point, 5 de julho de 1984) é um lutador de MMA norte-americano. Profissional desde 2002, McCall já disputou nos Peso Galo, mas agora disputa nos Peso Mosca no Ultimate Fighting Championship. Já foi eleito o 2º lutador Peso Mosca pelo Sherdog.

## Carreira no MMA
McCall fez sua estréia com vitória por Finalização no segundo round sobre Jerry Samson. Seu cartel é de 11 vitórias, 3 derrotas e 1 empate.

### World Extreme Cagefighting
McCall fez sua estréia no WEC em 2007 contra Coty Wheeler, vitória por Nocaute Técnico (socos) no terceiro round. A segunda luta foi contra Charlie Valencia, derrota por finalização (guilhotina) no primeiro round.
McCall voltou a lutar no evento em 2009 quando lutou contra o então futuro campeão Peso Galo do WEC. McCall perdeu por Decisão Unânime.

### Tachi Palace Fights
Em sua estréia no evento, enfrentou o então n°1 Peso Mosca do mundo, Jussier Formiga no TPF 8 e venceu por Decisão Unânime. Enfrentou Dustin Ortiz no TPF 9 e venceu novamente por Decisão Unânime.
Após duas vitórias, McCall teve sua chance pelo cinturão, contra Darrel Montague. McCall finalizou no terceiro round e se tornou campeão do Tachi Palace Fights.

### Ultimate Fighting Championship
McCall foi contratado pelo UFC para lutar um torneio pelo cinturão da nova categoria, Peso Mosca.
Na semifinal, McCall teve pela frente Demetrious Johnson no UFC on FX: Alves vs. Kampmann, após três rounds os juízes deram a vitória para seu oponente. Mas na coletiva de imprensa após a luta Dana White anunciou que houve um erro e o resultado da luta foi Empate.
A revanche entre os dois aconteceu no UFC on FX: Johnson vs. McCall, McCall perdeu por Decisão Unânime.
McCall era esperado para enfrentar John Moraga no UFC on Fox: Shogun vs. Vera, mas foi forçado a se retirar devido a uma lesão e foi substituído por Ulysses Gomez.
McCall enfrentou Joseph Benavidez no UFC 156, perdeu por Decisão Unânime.
McCall enfrentou o brasileiro Iliarde Santos no UFC 163, no Brasil. McCall venceu por Decisão Unânime, na luta que ganhou o prêmio de Luta da Noite.
McCall era esperado para enfrentar Scott Jorgensen no UFC on Fox: Pettis vs. Thomson, mas se lesionou e deu lugar a John Dodson.
McCall era esperado para enfrentar o estreante na categoria Brad Pickett em 8 de Março de 2014 no UFC Fight Night: Gustafsson vs. Manuwa. Porém, uma lesão o fez ser substituído por Neil Seery.
A luta entre ele e Pickett foi remarcada e aconteceu em 19 de Julho de 2014 no UFC Fight Night: McGregor vs. Brandão, McCall venceu por decisão unânime.
McCall faria sua segunda luta no Brasil contra John Lineker em 8 de Novembro de 2014 no UFC Fight Night: Shogun vs. St. Preux. Ian McCall teve uma infecção intestinal e a luta contra o Lineker foi cancelada. A luta contra Lineker foi remarcada e aconteceu em 31 de Janeiro de 2015 no UFC 183. Ele foi derrotado por decisão unânime.
McCall era esperado para enfrentar Dustin Ortiz em 8 de Agosto de 2015 no UFC Fight Night: Teixeira vs. St. Preux. No entanto, uma lesão tirou McCall do evento, fazendo-o ser substituído por Willie Gates.

## Cartel no MMA
| Cartel no MMA   |             |            |
| 20 lutas        | 13 vitórias | 6 derrotas |
| Por nocaute     | 4           | 1          |
| Por finalização | 3           | 1          |
| Por decisão     | 6           | 4          |
| Empates         | 1           | 1          |

| Res.    | Cartel | Oponente           | Método                                  | Evento                                    | Data       | Round | Tempo | Local                   | Notas                                                          |
| ------- | ------ | ------------------ | --------------------------------------- | ----------------------------------------- | ---------- | ----- | ----- | ----------------------- | -------------------------------------------------------------- |
| Derrota | 13-7-1 | Kyoji Horiguchi    | Nocaute (soco)                          | Rizin FF-Rizin 10                         | 06/05/2018 | 1     | 0:09  | Fukuoka                 |                                                                |
| Derrota | 13-6-1 | Manel Kepa         | Nocaute Técnico (interrupção médica)    | Rizin World Grand Prix 2017: 2nd Round    | 29/12/2017 | 1     | 1:48  | Saitama                 | Quartos de Final do Rizin Grand-Prix dos Galos 2017.           |
| Derrota | 13-5-1 | John Lineker       | Decisão (unânime)                       | UFC 183: Silva vs. Diaz                   | 31/01/2015 | 3     | 5:00  | Las Vegas, Nevada       |                                                                |
| Vitória | 13-4-1 | Brad Pickett       | Decisão (unânime)                       | UFC Fight Night: McGregor vs. Brandão     | 19/07/2014 | 3     | 5:00  | Dublin                  |                                                                |
| Vitória | 12-4-1 | Iliarde Santos     | Decisão (unânime)                       | UFC 163: Aldo vs. Jung                    | 03/08/2013 | 3     | 5:00  | Rio de Janeiro          | Luta da Noite.                                                 |
| Derrota | 11-4-1 | Joseph Benavidez   | Decisão (unânime)                       | UFC 156: Aldo vs. Edgar                   | 02/02/2013 | 3     | 5:00  | Las Vegas, Nevada       |                                                                |
| Derrota | 11-3-1 | Demetrious Johnson | Decisão (unânime)                       | UFC on FX: Johnson vs. McCall             | 08/06/2012 | 3     | 5:00  | Sunrise, Florida        | Semifinal do Torneio de Moscas                                 |
| Empate  | 11-2-1 | Demetrious Johnson | Empate (majoritário)                    | UFC on FX: Alves vs. Kampmann             | 03/03/2012 | 3     | 5:00  | Sydney                  | Estreia no UFC; Semifinal do Torneio de Moscas; Luta da Noite. |
| Vitória | 11-2   | Darrell Montague   | Finalização (mata leão)                 | Tachi Palace Fights 10                    | 05/08/2011 | 3     | 2:15  | Lemoore, California     | Ganhou o Título dos Moscas do TPF.                             |
| Vitória | 10-2   | Dustin Ortiz       | Decisão (unânime)                       | Tachi Palace Fights 9                     | 06/06/2011 | 3     | 5:00  | Lemoore, California     |                                                                |
| Vitória | 9-2    | Jussier Formiga    | Decisão (unânime)                       | Tachi Palace Fights 8                     | 18/02/2011 | 3     | 5:00  | Lemoore, California     | Estréia Peso Mosca.                                            |
| Vitória | 8-2    | Jeff Willingham    | Finalização (triângulo)                 | MEZ Sports - Pandemonium 3                | 19/11/2010 | 1     | 2:17  | Los Angeles, Califórnia |                                                                |
| Derrota | 7-2    | Dominick Cruz      | Decisão (unânime)                       | WEC 38                                    | 25/01/2009 | 3     | 5:00  | San Diego, Califórnia   |                                                                |
| Vitória | 7-1    | Kevin Dunsmoor     | Decisão (unânime)                       | Total Combat 32                           | 02/10/2008 | 3     | 5:00  | El Cajon, Califórnia    |                                                                |
| Derrota | 6-1    | Charlie Valencia   | Finalização (guilhotina)                | WEC 31                                    | 12/12/2007 | 1     | 3:19  | Las Vegas, Nevada       |                                                                |
| Vitória | 6-0    | Coty Wheeler       | Nocaute Técnico (socos)                 | WEC 30                                    | 05/09/2007 | 3     | 4:34  | Las Vegas, Nevada       |                                                                |
| Vitória | 5-0    | Rick McCorkell     | Nocaute Técnico                         | Battle in the Ballroom - Summer Fist 2007 | 28/06/2007 | 1     | 0:13  | Costa Mesa, Califórnia  |                                                                |
| Vitória | 4-0    | Chris David        | Decisão (unânime)                       | Total Combat 15                           | 15/07/2006 | 3     | N/A   | San Diego, Califórnia   |                                                                |
| Vitória | 3-0    | Musa Toliver       | Nocaute Técnico (interrupção do córner) | WFC - Rumble at the Ramada                | 08/12/2005 | 2     | N/A   | Norwalk, Califórnia     |                                                                |
| Vitória | 2-0    | Chris Acevedo      | Nocaute Técnico (interrupção do córner) | Crown Fighting Championship 1             | 04/09/2004 | 1     | N/A   | Rosarito Beach          |                                                                |
| Vitória | 1-0    | Jerry Samson       | Finalização (mata leão)                 | Warriors Quest 6 - Best of the Best       | 03/08/2002 | 2     | 2:32  | Honolulu, Hawaii        |                                                                |